# The Eyes of Alice Cooper
Albums de Alice Cooper
Dragontown
(2003) Dirty Diamonds
(2005)
The Eyes of Alice Cooper est le 23e album studio d'Alice Cooper et le 16e en solo. Comparé aux deux albums précédents, celui-ci s'inscrit dans une ambiance moins sombre et marque un retour aux sons et aux ambiances des débuts de la carrière du groupe du chanteur. Cet album de treize pistes est sorti le 22 septembre 2003 en Europe et le 30 septembre aux États-Unis. 
L'album s'est classé à la 184e position aux États-Unis (Billboard 200), 72e en Autriche, 59e en Suède, 40e en Finlande et 78e en Allemagne.

## Liste des titres
Toutes les chansons sont écrites et composées par Alice Cooper, Eric Dover & Ryan Roxie, sauf indication.
| No  | Titre                                                            | Durée |
| --- | ---------------------------------------------------------------- | ----- |
| 1.  | What Do You Want from Me? (Alice Cooper, Eric Dover, Mikal Reid) | 3:24  |
| 2.  | Between High School & Old School                                 | 3:01  |
| 3.  | Man of the Year                                                  | 2:51  |
| 4.  | Novocaine                                                        | 3:07  |
| 5.  | Bye Bye, Baby                                                    | 3:27  |
| 6.  | Be with You Awhile (Alice Cooper, Eric Dover)                    | 4:17  |
| 7.  | Detroit City (Alice Cooper, Eric Roxie, Chuck Garric)            | 3:58  |
| 8.  | Spirits Rebellious                                               | 3:35  |
| 9.  | This House Is Haunted                                            | 3:30  |
| 10. | Love Should Never Feel Like This                                 | 3:32  |
| 11. | The Song That Didn't Rhyme                                       | 3:17  |
| 12. | I'm So Angry                                                     | 3:36  |
| 13. | Backyard Brawl                                                   | 2:36  |

## Musiciens
- Alice Cooper - chant
- Ryan Roxie - guitare
- Eric Dover - guitare
- Chuck Garric - basse
- Eric Singer - batterie

### Membres additionnels
- Teddy "Zigzag" Andreadis - claviers
- Calico Cooper (fille d'Alice Cooper) - voix et thérémine
- Scott Gilman - saxophone, clarinette sur This House Is Haunted
- Wayne Kramer - guitare additionnelle sur Detroit City

## Remarques
- Le groupe composa les chansons en un peu plus d'une semaine.
- L'album fut enregistré en environ deux semaines en studio en juin 2003.
- Cet opus devait être dans la lignée des deux albums précédents et ainsi fermer la trilogie "Brutal Planet".
- Les premières interprétations publiques de certains titres de l'album figurent dans le spectacle Bare Bones en août 2003. Alice y chante Detroit City, Between High School and the Old School, What Do You Want From Me?, Man Of the Year, Novocaine et I'm So Angry.
- The Eyes of Alice Cooper aurait pu s'appeler "American Idle", « Man Hole » "Recipe For Disaster" ou bien encore « Man Of The Year » ou même "Spirits Rebellious".
- Il existe quatre versions de jaquettes vendues sur le marché. Seule la couleur des yeux d'Alice Cooper change ainsi que la lettre « C » entourant le "A". Les quatre couleurs disponibles sont le rouge, le violet, le bleu et le vert.